# Пропускная способность (гидравлика)
Пропускная способность {\displaystyle K_{v}} — это характеристика гидравлического сопротивления элемента гидравлической сети, определяемая как объёмный расход жидкости, проходящей через этот элемент, при её плотности 1000 кг/м³ и перепаде давления 1 бар (или 100 000 Па).
{\displaystyle K_{v}} является конструктивной характеристикой конкретного элемента сети, определяется эмпирически и не зависит от внешних факторов, например, от типа гидравлической сети или от фактического расхода жидкости. Как правило, {\displaystyle K_{v}} используется как характеристика для запорной, регулирующей или измерительной арматуры. Но в более широком смысле {\displaystyle K_{v}} применима для любого элемента гидравлической сети, через который протекает жидкость.
Связь между расходом жидкости {\displaystyle Q}, м³/ч, и потерями давления {\displaystyle \Delta P}, бар, в элементе гидравлической сети выражается через его пропускную способность {\displaystyle K_{v}} следующими формулами:
{\displaystyle \Delta P=\left({\frac {Q}{K_{v}}}\right)^{2}};
{\displaystyle Q=K_{v}{\sqrt {\Delta P}}}.

### Единицы измерения
Общепринятой единицей измерения для {\displaystyle K_{v}} является м³/ч (кубические метры в час).
Тем не менее, в разных источниках можно увидеть использование характеристики {\displaystyle K_{v}} как безразмерной величины, например, {\displaystyle K_{v}=1,6}. Из-за этого может возникнуть путаница в определении единиц измерения.
В формулах, приведенных выше, есть "скрытая" величина {\displaystyle \Delta P_{0}=1} бар, которая является постоянной и убрана для упрощения формулы. Полные версии этих формул выглядят так:
{\displaystyle {\frac {\Delta P}{\Delta P_{0}}}=\left({\frac {Q}{K_{v}}}\right)^{2}};
{\displaystyle Q=K_{v}{\sqrt {\frac {\Delta P}{\Delta P_{0}}}}}.